# Malaconothrus peruensis
Misslyckades att serialisera data.
Malaconothrus peruensis är en kvalsterart som beskrevs av Hammer 1961. Malaconothrus peruensis ingår i släktet Malaconothrus och familjen Malaconothridae. Inga underarter finns listade i Catalogue of Life.